# Freudo-marxismo
O freudo-marxismo é uma designação para perspectivas filosóficas formadas pela pela teoria psicanalítica de Sigmund Freud e a filosofia de Karl Marx. Alguns teóricos tentaram constituir uma psicologia social articulando a análise freudiana dos processos psíquicos e a análise marxista dos processos sociais. É esta corrente que tem sido designada como “Freudo Marxista”, apesar da sua heterogeneidade.

## Histórico
O marxismo surgiu em meados do século XIX a psicanálise no final deste século.
Em suas primeiras tentativas de síntese, as diversas teorias oriundas do freudo-marxismo não foram aceitas pela Associação Psicanalítica Internacional, assim como o Movimento Comunista Internacional denunciou o freudo-marxismo como uma "ciência burguesa".
Por volta de maio de 68, o freudo-marxismo modificou a representação da psicanálise. O próprio Sigmund Freud se envolveu com o marxismo em suas Novas Conferências Introdutórias sobre Psicanálise de 1932, nas quais ele contesta o que interpreta como a visão marxista da história.
Segundo Freud, Marx erroneamente atribui à trajetória da sociedade uma necessária "lei natural ou evolução conceitual [dialética]"; No entanto, Freud não descarta completamente o marxismo: "A força do marxismo reside claramente, não em sua visão histórica ou em suas profecias de futuro, mas em sua sagaz indicação da influência decisiva que as circunstâncias econômicas dos homens têm sobre suas atitudes intelectuais, éticas e artísticas."
Alguns filósofos revisaram o conceito de Fetichismo da mercadoria à luz do conceito de fetichismo sexual de Freud.
Freud permaneceu ativo até sua morte em 1939. Civilização e seus descontentamentos, uma de suas obras mais influentes (com particular relevância para questões socioculturais e políticas), foi publicada em 1930.

## Início
O início da teorização freudo-marxista ocorreu na década de 1920 na Alemanha e na União Soviética. O filósofo soviético V. Yurinets e o analista freudiano Siegfried Bernfeld debateram esse assunto. O linguista soviético Valentin Voloshinov, membro do círculo de Bakhtin, iniciou uma crítica marxista da psicanálise em seu artigo de 1925 "Além do Social", que foi desenvolvida mais substancialmente em seu livro de 1927: Freudianism: A Marxist Critique. Em 1929, o Materialismo Dialético e a Psicanálise, texto de Wilhelm Reich, foi publicado em alemão e russo no jornal de teoria comunista "Sob a Bandeira do Marxismo" (em alemão:  Unter dem Banner des Marxismus). Outro artigo relevante é o de Otto Fenichel, publicado em 1934, "A psicanálise como núcleo de uma futura psicologia dialético-materialista" (em alemão:  Zeitschrift für Politische Psychologie und Sexualökonomie), considerado um núcleo de uma futura psicologia material-dialética que foi publicado no periódico de Wilhelm Reich "Jornal de Psicologia Política e Economia Sexual"  (em alemão:  Zeitschrift für Politische Psychologie und Sexualökonomie). Um membro do grupo de Berlim de psicanalistas marxistas ligados a Reich foi Erich Fromm, que mais tarde trouxe ideias freudo-marxistas para a Escola de Frankfurt, liderada por Max Horkheimer e Theodor W. Adorno.

### Wilhelm Reich
Wilhelm Reich  foi um psicanalista austríaco, membro da segunda geração de psicanalistas depois de Freud, e é considerado um psiquiatra radical. Ele foi autor de vários livros e ensaios influentes, principalmente Análise do Caráter (1933), Psicologia de Massas do Fascismo (1933) e Revolução Sexual (1936). Seu trabalho sobre caráter contribuiu para o desenvolvimento de O ego e os mecanismos de defesa (1936), de Anna Freud, e sua ideia de armadura muscular — a expressão da personalidade na maneira como o corpo se move — inspirou inovações, como a psicoterapia corporal, a terapia Gestalt de Fritz Perls, a análise bioenergética de Alexander Lowen e a terapia primal de Arthur Janov. A obra de Reich influenciou gerações de intelectuais: durante as revoltas estudantis de 1968 em Paris e Berlim, os estudantes rabiscavam seu nome nas paredes e jogavam cópias da Psicologia de Massas do Fascismo na polícia.

## Escola de Frankfurt

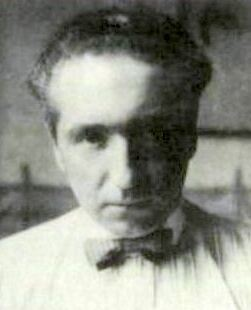
Wilhelm Reich, na casa dos 20 anos

A Escola de Frankfurt, do Instituto de Pesquisa Social, assumiu a tarefa de escolher quais partes do pensamento de Marx poderiam servir para esclarecer as condições sociais que o próprio Marx nunca havia visto. Eles se basearam em outras escolas de pensamento para preencher as omissões de Marx. Max Weber exerceu uma grande influência, assim como Freud. No extenso Studien über Authorität und Familie (ed. Max Horkheimer, Paris 1936), Erich Fromm é o autor da parte psicossocial. Outro novo membro do instituto foi Herbert Marcuse, que se tornaria famoso durante a década de 1950 nos EUA.

### Herbert Marcuse
Eros e Civilização (1955) é um dos trabalhos mais conhecidos de Marcuse. Trata-se de uma tentativa de síntese dialética de Marx e Freud, cujo título alude à obra de Freud O Mal-estar na Civilização. A visão de Marcuse de uma sociedade não repressiva (contrária à concepção freudiana de sociedade como natural e necessariamente repressiva), foi baseada em Marx e Freud e antecipou os valores dos movimentos sociais contraculturais da década de 1960.
No livro, Marcuse escreve sobre o significado social da biologia - a história vista não como uma luta de classes, mas contra a repressão dos instintos individuais. Ele argumenta que o capitalismo nos impede de alcançar a sociedade não repressiva "com base em uma experiência fundamentalmente diferente de ser, em uma relação fundamentalmente diferente entre homem e natureza e em relações existenciais fundamentalmente diferentes".

### Erich Fromm
Erich Fromm, que já foi membro da Escola de Frankfurt, deixou o grupo no final da década de 1930. O ponto culminante da filosofia política e social de Fromm foi seu livro The Sane Society, publicado em 1955, que defendia o socialismo humanista e democrático . Com base principalmente nas obras de Marx, Fromm procurou enfatizar novamente o ideal de liberdade pessoal, ausente do marxismo soviético, e mais frequentemente encontrado nos escritos dos liberais clássicos . O tipo de socialismo de Fromm rejeitou o capitalismo ocidental e o comunismo soviético, que ele via como estruturas sociais desumanizantes e burocráticas que resultaram em um fenômeno moderno de alienação virtualmente universal.

## Outros desenvolvimentos

### Frantz Fanon
O psiquiatra e filósofo francês Frantz Fanon partiu da teoria psicanalítica e marxista em sua crítica ao colonialismo. Seus trabalhos seminais nesta área incluem Pele Negra, Máscaras Brancas (1952) e Os Condenados da Terra (1961).

### Paul Ricœur
Em Freud e a Filosofia: Um Ensaio sobre Interpretação (1965), o filósofo francês Paul Ricœur comparou os dois (junto com Friedrich Nietzsche), caracterizando seu método comum como a "hermenêutica da suspeita".

## Lacanianismo
Jacques Lacan foi um psicanalista francês de mentalidade filosófica, cuja perspectiva ganhou ampla influência na psiquiatria e na psicologia francesas. Lacan se considerava leal e salvador do legado de Freud. Ele inspirou uma nova fertilização de ideias freudianas e marxistas.

### Louis Althusser
O filósofo marxista francês Louis Althusser é amplamente conhecido como um teórico da ideologia, e seu ensaio mais conhecido é Ideologia e Aparelhos Ideológicos de Estado: notas para uma investigação . O ensaio estabelece o conceito de ideologia, também baseado na teoria da hegemonia de Gramsci. Enquanto a hegemonia é determinada inteiramente por forças políticas, a ideologia baseia-se nos conceitos de Freud e Lacan sobre a fase inconsciente e a fase espelho, respectivamente, e descreve as estruturas e sistemas que nos permitem ter um conceito significativo de si. Para Althusser, essas estruturas são agentes de repressão e inevitáveis – é impossível escapar da ideologia ou não estar sujeito a ela. A distinção entre ideologia e ciência ou filosofia não é garantida de uma vez por todas pela ruptura epistemológica (um termo emprestado de Gaston Bachelard), pois essa "ruptura" não é um evento determinado cronologicamente, mas um processo. Em vez de uma vitória garantida, há uma luta contínua contra a ideologia: "A ideologia não tem história".

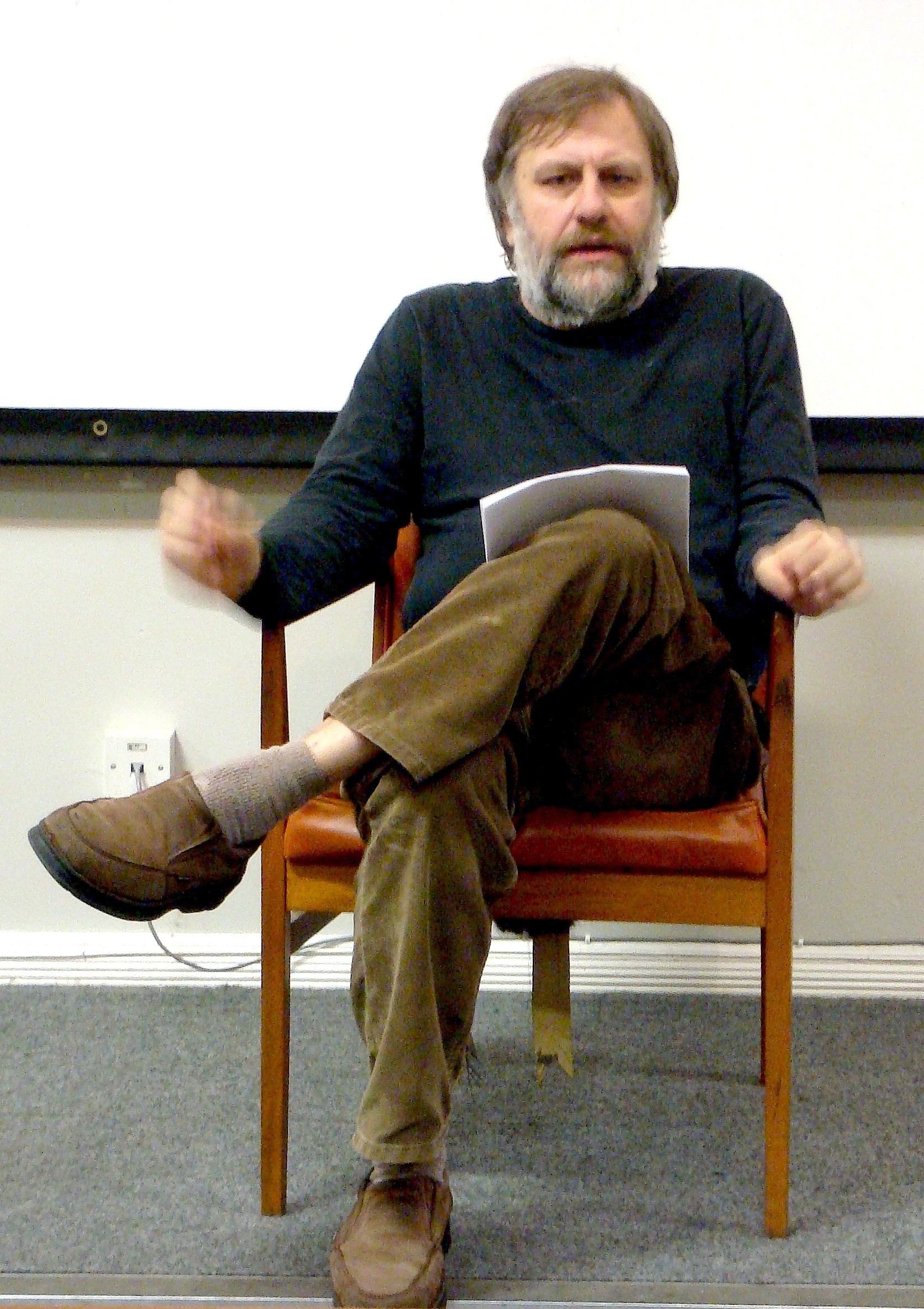
Slavoj Žižek em 2008

Seu ensaio Contradição e sobredeterminação toma emprestado o conceito de sobredeterminação da psicanálise, a fim de substituir a ideia de "contradição" por um modelo mais complexo de causalidade múltipla em situações políticas (uma ideia intimamente relacionada ao conceito gramsciano de hegemonia.

### Cornelius Castoriadis
O filósofo greco-francês, psicanalista e crítico social Cornelius Castoriadis também acompanhou o trabalho de Lacan.

### Slavoj Žižek
O filósofo esloveno Slavoj Žižek desenvolveu desde o final dos anos 80 uma linha de pensamento que utiliza a psicanálise lacaniana, a filosofia hegeliana e o marxismo. Althusser também está entre suas referências. Seu livro "O Sublime Objeto da Ideologia" lida com a perspectiva freudo-marxista original.

## Pós-estruturalismo
Os principais filósofos franceses associados ao pós-estruturalismo, pós-modernismo e/ou ao conceito de desconstrução, incluindo Jean-François Lyotard, Michel Foucault e Jacques Derrida, engajaram-se profundamente no marxismo e na psicanálise. Mais notavelmente, Gilles Deleuze e Félix Guattari colaboraram no trabalho teórico "Capitalismo e Esquizofrenia" em dois volumes: O Anti-Édipo (1972) e Mil Platôs (1980).

## Principais obras
- Freudianismo: uma crítica marxista (1927) por Valentin Voloshinov
- Análise do Personagem (1933) por Wilhelm Reich
- Pele Negra, Máscaras Brancas (1952) por Frantz Fanon
- Eros e civilização: uma investigação filosófica sobre Freud (1955) por Herbert Marcuse
- The Sane Society (1955), de Erich Fromm
- Vida Contra a Morte: O Significado Psicanalítico da História (1959) por Norman O. Brown
- Ideologia e Aparelhos Ideológicos de Estado (1970) por Louis Althusser
- Capitalismo e esquizofrenia (1972–1980) por Gilles Deleuze e Félix Guattari
- Economia Libidinal (1974) por Jean-François Lyotard
- O Sublime Objeto da Ideologia (1989) por Slavoj Žižek